# Eriopyga punctulum
Eriopyga punctulum är en fjärilsart som beskrevs av Achille Guenée 1852. Eriopyga punctulum ingår i släktet Eriopyga och familjen nattflyn. Inga underarter finns listade i Catalogue of Life.